# اکوآریا (زن‌پوش)
اکوآریا (به انگلیسی: Aquaria) (زاده ۱۲ فوریهٔ ۱۹۹۶) زن‌پوش، خواننده آمریکایی است.